# Provinz Nuoro
Die Provinz Nuoro (italien. Provincia di Nuoro, sard. Provìntzia de Nùgoro) ist eine italienische Provinz der Autonomen Region Sardinien. Sie hat etwa 197.090 Einwohner (Stand 31. Dezember 2023) in 74 Gemeinden auf einer Fläche von 5.638 km² im Osten und Zentrum Sardiniens (alle Angaben vor der Gebietsreform 2021). Hauptstadt der Provinz ist die gleichnamige Stadt Nuoro mit etwa 37.000 Einwohnern.
Mit Inkrafttreten der sardischen Neuordnung der lokalen Gebietskörperschaften von 2016 wurde die Provinz Ogliastra mit Ausnahme der Gemeinde Seui, die zur Provinz Sud Sardegna wechselte, in die Provinz Nuoro eingegliedert, ehe 2021 die Provinz Ogliastra kraft Gesetzes wiederhergestellt wurde.
Die Provinz Nuoro ist mit rund 37 Einwohnern pro km² eine der am dünnsten besiedelten Gegenden Europas, verfügt aber über touristisch interessante landschaftliche Reize, beispielsweise das Gennargentu-Massiv und den Golf von Orosei, die zusammen zu einem Nationalpark erklärt wurden.

## Größte Gemeinden
(Einwohnerzahlen Stand 31. Dezember 2023)
| Gemeinde   | Einwohner |
| ---------- | --------- |
| Nuoro      | 33.622    |
| Siniscola  | 11.189    |
| Tortolì    | 11.000    |
| Macomer    | 9166      |
| Dorgali    | 8320      |
| Orosei     | 6833      |
| Oliena     | 6530      |
| Lanusei    | 5024      |
| Orgosolo   | 3905      |
| Bari Sardo | 3823      |
| Tertenia   | 3862      |
| Fonni      | 3620      |

Lage der Provinz Nuoro (vor Gebietsreform 2021)

Die Liste der Gemeinden auf Sardinien beinhaltet alle Gemeinden der Provinz mit Einwohnerzahlen.

## Besonderes
Im Bergland von Nuoro sollen außergewöhnlich viele Hundertjährige leben, deren Alter (im Gegensatz zu sonstigen „legendären“ Plätzen der Langlebigkeit wie zum Beispiel Abchasien oder Peru) als urkundlich belegt gilt. Der älteste nachgewiesene Einwohner war Antonio Todde (22. Januar 1889 bis 3. Januar 2002), der in der kleinen Ortschaft Tiana lebte und in den Jahren 2000 bis 2002 als ältester Mann der Welt anerkannt war.

## Sehenswürdigkeiten

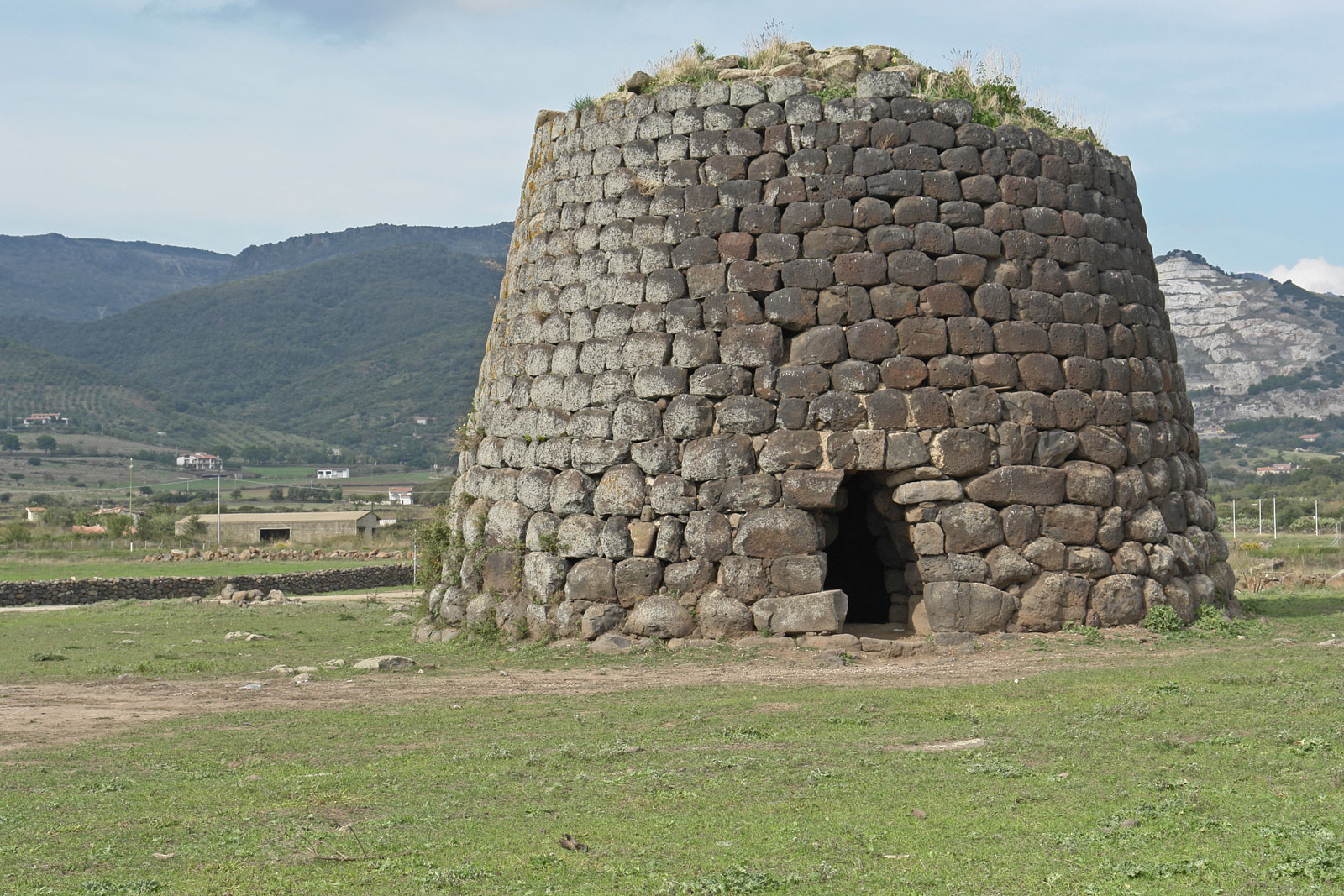
Nuraghe Santa Sabina

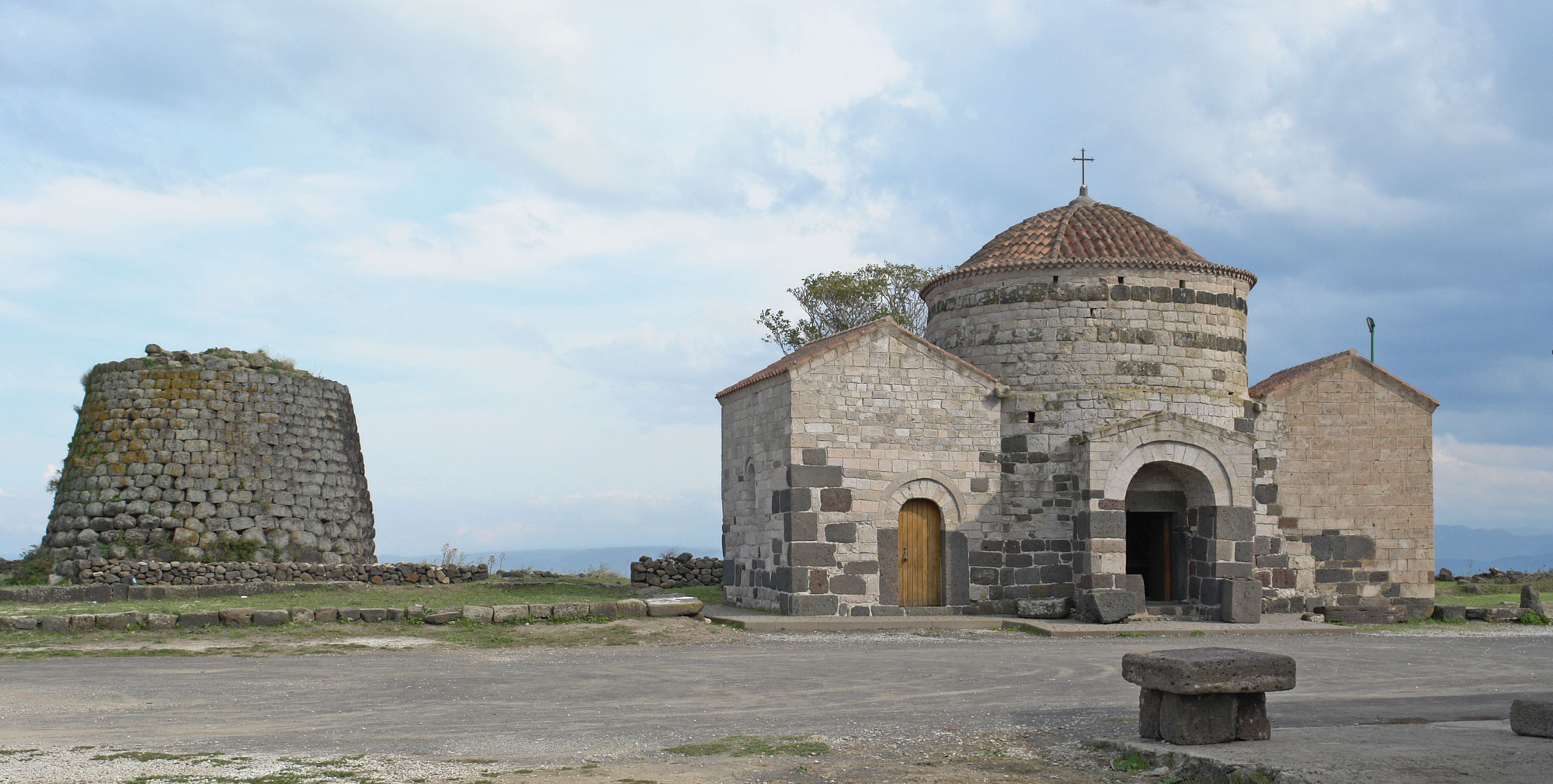
Archäologische Zone Santa Sabina bei Silanus (Romanische Kirche Santa Sabina und Nuraghe)

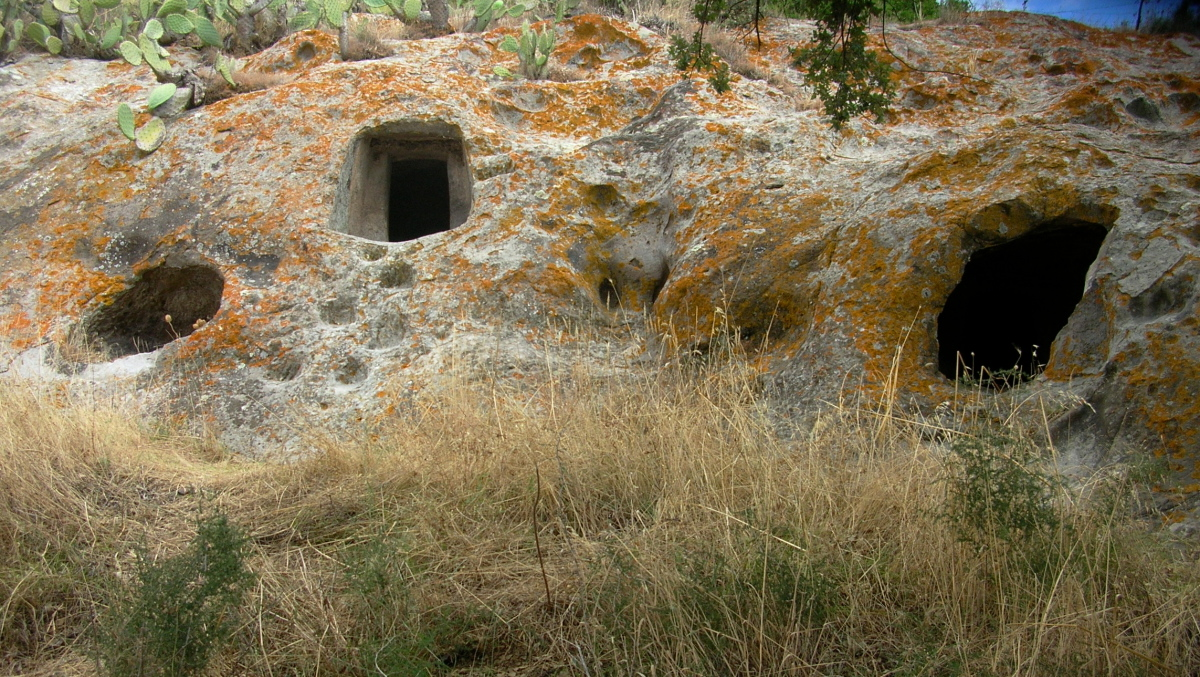
Nekropole von Brodu

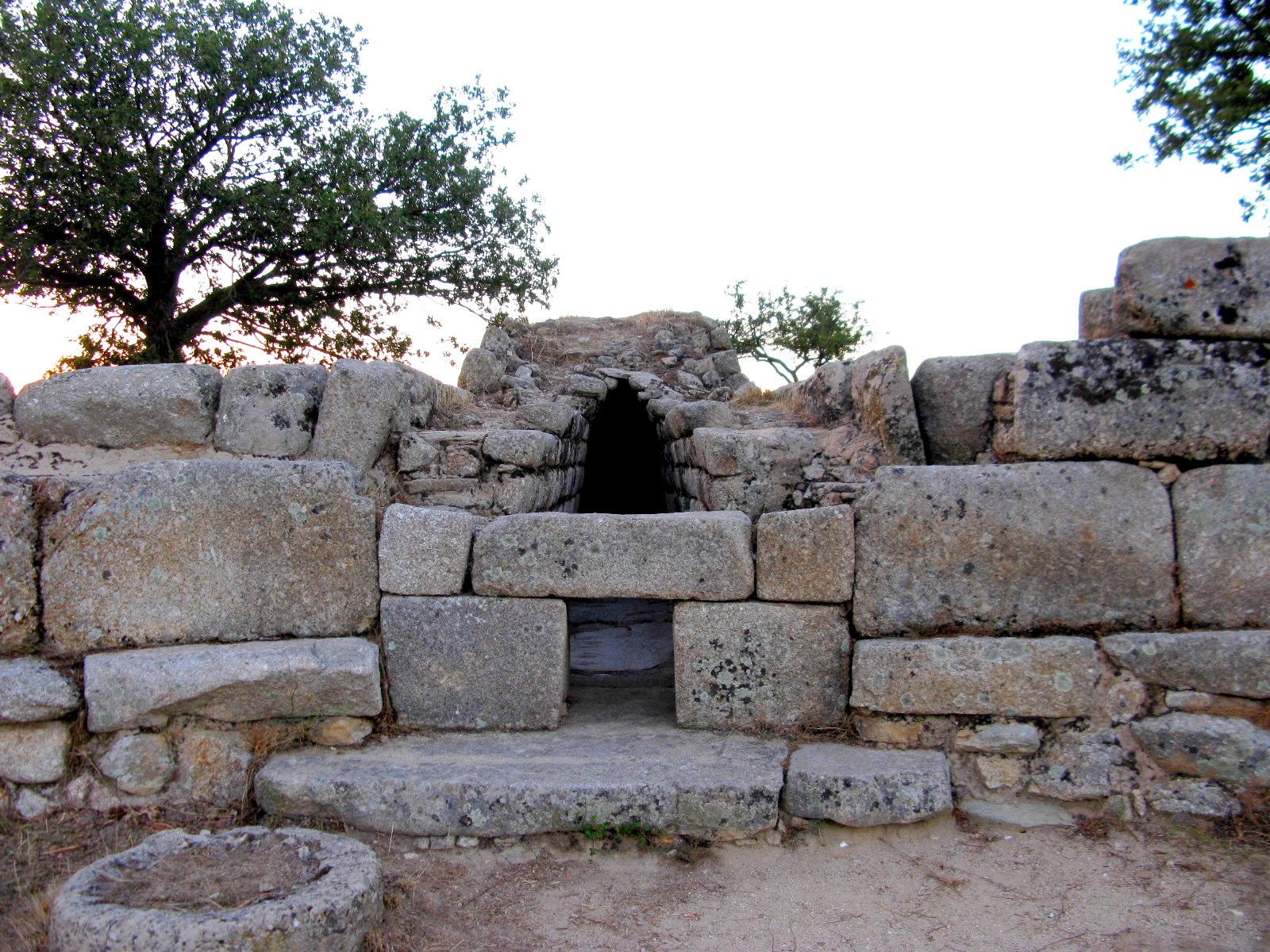
Gigantengrab von Madau

- Gigantengrab von Bidistili bei Fonni
- Gigantengrab von Biristeddi bei Galtelli
- Biru e’ Concas bei Sorgono, Alignement und Menhire
- Madau bei Fonni, Gigantengrab
- Nekropole von Brodu bei Oniferi, Domus de Janas
- Orgosolo, Murales
- Sa Perda Pinta, Menhir bei Mamoiada
- Santa Vittoria bei Serri, Brunnenheiligtum
- S’Ena ’e sa Vacca bei Olzai, Dolmen
- Serra Orrios bei Dorgali, Nuraghensiedlung
- Su Romanzesu bei Bitti, Nuraghensiedlung und Brunnenheiligtum
- Su Tempiesu bei Orune, Brunnentempel
- Tamuli bei Macomer, Gigantengräber und Baityloi
- Tiscali bei Oliena, Nuraghische Siedlung